# محمود عبد العزيز بوشهري
الدكتور محمود عبد العزيز محمود بوشهري، سياسي كويتي، وزير الكهرباء والماء والطاقة المتجددة  منذ 21 مايو 2024 ، وهو حاصل على درجة الدكتوراه في الاقتصاد مع تخصص مساند في الإحصاء من جامعة نورث كارولاينا بالولايات المتحدة الأميركية في العام 2001.

## المناصب
- مدير دائرة الطرق الكمية والنمذجة بمعهد الكويت للأبحاث العلمية (KISR)
- مدير إدارة الدراسات وتنمية أسواق المال في هيئة أسواق المال.
- شارك في العديد من المؤتمرات المحلية والدولية متحدثًا أو عضوًا في اللجان التنظيمية العليا واللجان العلمية لهذه المؤتمرات كما كان باحثا زائرا في معهد ماساتشوستس للتكنولوجيا (Massachusetts Institute of Technology) في العامين 2010 - 2011.
- شغل العديد من المناصب الاستشارية في الدولة، إضافة إلى ترؤسه العديد من المشاريع البحثية المتعلقة بالطاقة والمياه وأنظمة الدعم الاستهلاكي والإنتاجي وإصلاح السياسات الاقتصادية والمالية العامة وتنمية أسواق المال.